# Myiornis
Myiornis es un género de aves paseriformes perteneciente a la familia Tyrannidae que agrupa a especies nativas de la América tropical (Neotrópico) donde se distribuyen desde Costa Rica en América Central, a través de América del Sur hasta el noreste de Argentina; también en Trinidad. A sus miembros se les conoce por el nombre popular de mosquetas, y también tiranuelos, tiranos enanos, tiranos pigmeos o pico chatos pigmeos, entre otros.

## Etimología
El nombre genérico masculino «Myiornis» se compone de las palabras del griego «μυια muia,  μυιας muias» que significa ‘mosca’, y «ορνις ornis, ορνιθος ornithos» que significa ‘ave’.

## Características
Las aves de este género son tiránidos pigmeos, minúsculos, que se encuentran entre las menores paseriformes del mundo, midiendo entre 6,5 y 7,5 cm de longitud. Prácticamente sin cola, son tímidos y furtivos en el borde de selvas húmedas de baja altitud y generalmente son notados por sus vocalizaciones.

## Lista de especies
Según las clasificaciones del Congreso Ornitológico Internacional (IOC) y Clements Checklist, agrupa a las siguientes especies con el respectivo nombre popular de acuerdo con la Sociedad Española de Ornitología (SEO):
| Imagen | Nombre científico     | Autor                          | Nombre común          | Estado de conservación | Distribución |
| ------ | --------------------- | ------------------------------ | --------------------- | ---------------------- | ------------ |
|        | Myiornis albiventris  | (Berlepsch & Stolzmann), 1894  | mosqueta ventriblanca | LC                     |              |
|        | Myiornis auricularis  | (Vieillot), 1818               | mosqueta enana        | LC                     |              |
|        | Myiornis atricapillus | (Lawrence), 1875               | mosqueta capirotada   | LC                     |              |
|        | Myiornis ecaudatus    | (d'Orbigny & Lafresnaye), 1837 | mosqueta colicorta    | LC                     |              |

## Taxonomía
Existe una forma de Myiornis todavía no descrita para la ciencia, supuestamente una nueva especie, la mosqueta de Maranhão-Piaui (en traducción libre), con distribución en el noreste de Brasil (este de Pará, Maranhão, Piaui).
Los amplios estudios genético-moleculares realizados por Tello et al. (2009) descubrieron una cantidad de relaciones novedosas dentro de la familia Tyrannidae que todavía no están reflejadas en la mayoría de las clasificaciones. Siguiendo estos estudios, Ohlson et al. (2013) propusieron dividir Tyrannidae en cinco familias. Según el ordenamiento propuesto, Myiornis pertenece a la familia Rhynchocyclidae Berlepsch, 1907, en una nueva subfamilia Todirostrinae Tello, Moyle, Marchese & Cracraft, 2009 junto a Taeniotriccus, Cnipodectes, Todirostrum, Poecilotriccus, Hemitriccus, Atalotriccus, Lophotriccus y Oncostoma. El Comité Brasileño de Registros Ornitológicos (CBRO) adopta dicha familia, mientras el Comité de Clasificación de Sudamérica (SACC) aguarda propuestas para analisar los cambios.